# الهروب من الجنون
الهروب من الجنون (بالإنجليزية: Running from Crazy)‏ هو فيلم وثائقي تلفزيوني إنتاج عام 2013 للمخرجة باربرا كوبل حول عائلة مارييل همينغوي ، حفيدة المؤلف إرنست همينغوي الحائز على جائزة نوبل. برؤية مارييل همينغوي، التي حصلت على ترشيح لجائزة الأوسكار عن دورها في فيلم مانهاتن للمخرج وودي آلن عام 1979 ، والتي تحدثت لصالح المؤسسة الأمريكية لمنع الانتحار، يؤرخ قصة ثلاثة من أحفاد المؤلف ؛ مارييل ومارغو همينغوي
```
وجوان "مافيت" همينغوي، بنات 
جاك همينغوي
، ونضالاتهم مع تاريخ عائلي لتعاطي المخدرات والأمراض العقلية والانتحار.
[
5
]
[
6
]
[
7
]
 تم عرض الفيلم الوثائقي لأول مرة في 
مهرجان صندانس السينمائي 2013
 ، وتم الترويج للفيلم الوثائقي على شبكة أوبرا وينفري، التي تم بث عرضها الأول في 27 أبريل 2014.
[
8
]
[
9
]
```

## روابط خارجية
- الهروب من الجنون  في قاعدة بيانات الأفلام على الإنترنت (بالإنجليزية)